# حشره‌خوار جنگلی ماونت کامرون
 حشره‌خوار جنگلی ماونت کامرون (نام علمی: Sylvisorex morio) نام یک گونه از سرده حشره‌خوارهای جنگلی است.